# 智本光隆
智本　光隆（ちもと みつたか、1977年 - ）は、日本の小説家。群馬県出身。京都精華大学人文学部卒業。群馬大学社会情報学研究科修了。本名、千本木智明。

## 概要
2008年、南北朝時代を舞台にした「風花」で第14回「歴史群像大賞」優秀賞を受賞。翌年、歴史群像新書から「関ヶ原群雄伝」を上梓し、デビュー。
戦国時代を舞台とした、架空戦記（シミュレーション）小説の分野を中心に活動する。近年は幕末などにもジャンルを広げている。

## 作品
- 関ヶ原群雄伝（歴史群像新書、2009 - 2010年、全３巻）
- 細川忠興戦記　本能寺将星録（歴史群像新書、2010 - 2011年、全２巻）
- 豊臣蒼天録（歴史群像新書、2011 - 2012年、全３巻）
- 桃山乱戦奇譚 天下人の血（歴史群像新書、2013年）
- 神剣の守護者（学研パブリッシング、2013年）
- 猫絵の姫君ー戊辰太平記ー（郁朋社　2022年）
- 銅の軍神ー天皇誤導事件と新田義貞像盗難の点と点と線ー（郁朋社　2023年）
- 氷上の花光らしむー幻の札幌五輪を夢見たカーリングガールズー（郁朋社　2024年）